# Margarida de prat
La margarida de prat o margaridot (Leucanthemum vulgare, Sinònim Chrysanthemum leucanthemum), és un tipus de margarida molt estesa originària d'Europa i de les regions asiàtiques de clima temperat. Ha estat introduïda a Amèrica del Nord, Austràlia i Nova Zelanda on s'ha tornat una mala herba comuna i també és plantada a la vora de les carreteres.

## Descripció[2]
Planta perenne que fa de 6 a 100 cm d'alçada, erecta glabra o pubescent i que presenta nombroses formes. Les fulles són verd fosques a les dues bandes, les fulles mitjanes de la tija i també les superiors oblongues o rarament linears, de més de 2 mm d'ample i regularment dentades. Capítols solitaris o en grups, lígules blanques. No produeix papus. Floreix de maig a setembre.

## Hàbitat
Brolles i pastures. No es troba a les Balears. Als Països Catalans viu de des de 150 a 2400 m d'altitud.

## Usos
Els brots sense obrir es mengen marinats com les tàperes.